# Peter van Gestel
Peter van Gestel (Amsterdam, 3 augustus 1937 – aldaar, 1 maart 2019) was een Nederlands auteur. Hoewel hij aanvankelijk proza schreef voor volwassenen publiceerde hij vanaf 1979 met name jeugdliteratuur. Zijn werk werd meermaals bekroond.

## Loopbaan
Van Gestel volgde een opleiding aan de toneelacademie en een cursus voor hoorspelacteurs. Na enkele jaren als acteur te hebben gewerkt was hij vanaf de jaren zeventig actief als scriptschrijver en dramaturg bij de NCRV. Hij schreef verschillende hoorspelen en televisiespelen, waaronder een televisiebewerking van Het wassende water van Herman de Man.
Zijn eerste boek, de verhalenbundel Drempelvrees, verscheen in 1962 en werd bekroond met de Reina Prinsen Geerligsprijs. Een jaar later volgde Buiten de grens. Onder het pseudoniem Sander Joosten publiceerde hij in 1976 Ver van huis. Aan het einde van de jaren zeventig publiceerde hij zijn eerste verhalen voor kinderen in Vrij Nederland en later Het Parool.
Vanaf die periode schrijft hij vrijwel uitsluitend jeugdboeken, waaronder het veelgeprezen werk Mariken. Deze bewerking van het van oorsprong 16e-eeuwse mirakelspel Mariken van Nieumeghen werd bekroond met de Gouden Uil, de Jonge Gouden Uil, een Zilveren Griffel, de Woutertje Pieterse Prijs en de Nienke van Hichtum-prijs. In 2000 verscheen een verfilming van het boek, eveneens onder de titel Mariken.
Ook voor Winterijs (2002) ontving Van Gestel de Woutertje Pieterse Prijs en de Nienke van Hichtum-prijs, naast een Gouden Griffel. Veel andere boeken van de schrijver werden eveneens bekroond en in 2006 ontving hij voor zijn gehele oeuvre de driejaarlijkse Theo Thijssen-prijs.
Peter van Gestel overleed in 2019 op 81-jarige leeftijd.

## Prijzen
- 1961 - Reina Prinsen Geerligsprijs voor Drempelvrees
- 1980 - Vlag en Wimpel voor Schuilen onder je schooltas
- 1982 - Vlag en Wimpel voor Joost, of De domme avonturen van een slim jongetje
- 1985 - Zilveren Griffel voor Uit het leven van Ko Kruier
- 1987 - Nienke van Hichtum-prijs voor Ko Kruier en zijn stadsgenoten
- 1989 - Vlag en Wimpel voor OEF van de mensen
- 1995 - Vlag en Wimpel voor Prinses Roosje
- 1995 - Vlag en Wimpel voor Lieve Claire
- 1998 - Gouden Uil voor Mariken
- 1998 - Jonge Gouden Uil voor Mariken
- 1998 - Zilveren Griffel voor Mariken
- 2000 - Vlag en Wimpel voor Slapen en schooieren
- 2000 - nominatie Gouden Uil voor Slapen en schooieren
- 2002 - Gouden Griffel voor Winterijs
- 2002 - Woutertje Pieterse Prijs voor Winterijs
- 2003 - Nienke van Hichtum-prijs voor Winterijs
- 2004 - nominatie Gouden Uil voor Die dag aan zee
- 2006 - Theo Thijssen-prijs voor het hele oeuvre

## Werk
- Drempelvrees (1962)
- Roodkapje (1962)
- Buiten de grens (1963)
- Een scherp wit landschap (1964)
- Van boeken en schrijvers (1965)
- Een kanjer van een kater (1969)
- Ver van huis (onder pseudoniem Sander Joosten) (1976)
- Rosie (1979)
- Schuilen onder je schooltas (1979)
- Joost, of de domme avonturen van een slim jongetje (1981)
- Het meisje zonder muts (1982)
- Uit het leven van Ko Kruier (1984)
- Ko Kruier en zijn stadsgenoten (1985)
- Saartje en Het Blauwe Huis (1987)
- Oef van de mensen (1988)
- Boze Soe (1990)
- De kater met één oor en andere wonderlijke verhalen (1991)
- Masja: de verhalen van Katja (1992)
- Richting Engeland (1992)
- Columnistische bespiegelingen (1994)
- Lieve Claire (1994)
- Prinses Roosje (1994)
- Nachtogen (1996)
- Mariken (1997)
- Slapen en schooieren (1999)
- Winterijs (2001)
- Die dag aan zee (2003)
- Nikki (2005)
- Rommelkatje (Oorspronkelijke titel: Slapen en schooieren 2, 2006)
- Kleine Felix (2008)
- Al dat heerlijke verdriet (2011)